# Maison Cornelius-Krieghoff
La maison Cornelius-Krieghoff est un cottage rural de style néoclassique situé au 115 Grande Allée Ouest à Québec (Canada). Cette maison a été construite entre 1849 et 1850 pour le plâtrier Daniel Rae. Elle est habitée entre 1859 et 1860 par le peintre Cornelius Krieghoff, années où il peint quelques-uns de ses tableaux les plus connus. En 1863, elle est acquise par la Ladies Protestant Home, qui l'occupent durant plus de 100 ans. Elle est classée comme immeuble patrimonial en 1975.

## Histoire
La maison Cornelius-Krieghoff a été probablement construite de 1849 à 1850, date à laquelle le marchand John Bonner vend le lot au plâtrier Daniel Rae. La femme de Rae possédait un bail emphytéotique sur le terrain depuis 1846. Le peintre Cornelius Krieghoff, l'un des artistes les plus connus du XIXe siècle au Canada, habite la maison en 1859 et 1860. 
En 1863, la maison est acquise par Ladies Protestant Home, qui demeure propriétaire jusqu'en 1992. Ces dernières refondent la fondation en 1879 et garnissent la galerie d'une balustrade décorative. La maison est devenue inhabitée depuis 1970. La maison est classée immeuble patrimonial le 8 janvier 1975. Le 8 mai de la même année, une aire de protection est délimitée autour de la maison. En 1984, trois des quatre murs de façade sont restaurés. La maison reste cependant menacée de démolition et n'est plus depuis chauffée depuis 10 ans lorsqu'Esther Greaves, une enseignante de Toronto, l’achète. Cette dernière y investit toutes ses économies, soit environ 130 000 $CA. La ville et le ministère de la Culture et des Communications avancent un montant comparable pour l'aider à restaurer la maison. Elle est entièrement restaurée en 1996-1997. En 2001, un buste de Cornelius Krieghoff est installé sur le terrain.